# Paul van Dyk

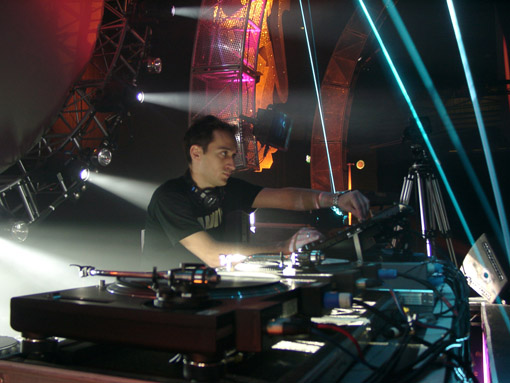
Paul van Dyk podczas koncertu

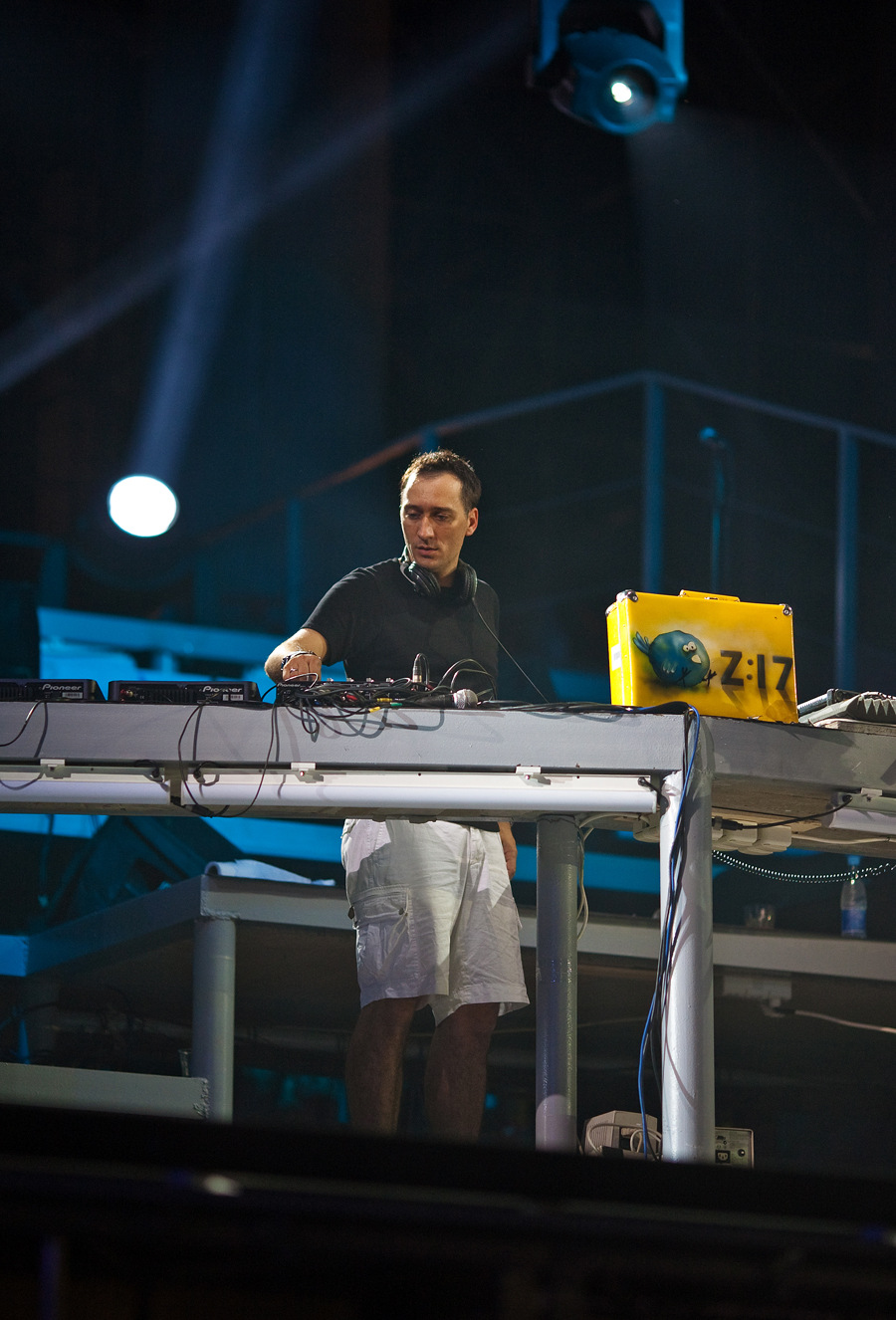
Paul van Dyk podczas koncertu na Ukrainie

Paul van Dyk, właściwie Matthias Paul (ur. 16 grudnia 1971 w Eisenhüttenstadt) – niemiecki DJ i producent muzyczny. Jedna z największych gwiazd muzyki elektronicznej i utytułowany DJ na świecie. W zestawieniu DJ Mag Top 100 uzyskał pierwsze miejsce w latach 2005–2006, drugie w 2003 i 2004, trzecie w 2008, czwarte w latach 2000–2002 i 2007, piąte w 1999 i 2009, szóste 1998 i 2010.

## Życiorys

### Wczesne życie
Paul van Dyk urodził się w Eisenhüttenstadt, we wschodnich Niemczech. Jego rodzice rozwiedli się, gdy miał 3 lata. Opiekowała się nim wyłącznie matka. Nigdy nie poznał swojego ojca. W filmie dokumentalnym pt. „God is a Dj” van Dyk powiedział „Ojca właściwie nie znałem. Porzucił nas wcześnie, dlatego mi go nie brakuje, bo nie można tęsknić za czymś czego się nie zna. Matka wzięła na siebie obie funkcje i wykonała to bardzo dobrze”. Paul słuchał zachodniej muzyki takich wykonawców jak The Smiths i New Order w rozgłośniach radiowych.

### Kariera
Po upadku Muru Berlińskiego i otwarcia się nowych wyzwań muzycznych rozpoczął działalność artystyczną. W marcu 1991 roku Paul zaprezentował się w berlińskim klubie „Tresor”. Przed tym wydarzeniem, korzystając z dwóch przestarzałych i rozsypujących się gramofonów stworzył swoje pierwsze kasety demo. W tym samym czasie zaczął tworzyć własne utwory. Jego debiutancka produkcja powstała razem z innym niemieckim twórcą, Cosmic Baby, pod szyldem „The Visions of Shiva”. Ich pierwszy singiel nosił nazwę „Perfect Day” i został wydany w jednej z undergroundowych berlińskich wytwórni płytowych - MFS Records, dzięki czemu Paul van Dyk zdobył uznanie wśród fanów muzyki trance i systematycznie występował na imprezach m.in. w Meksyku, Londynie, Tokio oraz Sydney. W 2003 roku nagrał ścieżkę dźwiękową do meksykańskiego filmu „El Manuel Del Zurdo”, za którą został nominowany do nagrody Meksykańskiej Akademii Filmowej. W roku 2005 i 2006 został uznany za najpopularniejszego DJ-a przez DJ Magazine.
W 1993 roku van Dyk zmiksował utwór Humate'a pt. „Love Stimulation”, który zyskał uznanie w środowisku klubowym. W tym samym roku nagrał swój pierwszy album zatytułowany „45 RPM (Remixes Per Minute)” oraz regularnie występował w berlińskim klubie „E-Werk”. W późniejszym okresie Paul zrealizował remiksy do utworów takich wykonawców jak Sven Väth, Curve czy New Order. Następne wydawnictwo van Dyka pt. Seven Ways otrzymało tytuł albumu roku przyznany przez czytelników DJ Magazine. Album ten znalazł się również na liście stu najlepiej sprzedających się płyt.
W 1999 roku, po 8-letniej współpracy, Paul opuścił swoją pierwotną wytwórnię i w 2001 roku założył własną firmę fonograficzną Vandit Records. Na rynku brytyjskim jego produkcje ukazywały się nakładem Deviant Records. W 1998 roku został wydany trójpłytowy album „Vorsprung Dyk Technik” zawierający 33 remiksy z lat 1992-98. W Wielkiej Brytanii kompilacja ta otrzymała status srebrnej płyty, osiągając sprzedaż 60 tys. egzemplarzy. Dopiero w 1998 roku w Anglii został wydany pierwszy album – „45 RPM”, a singel „For An Angel” spotkał się z ciepłym przyjęciem publiczności m.in. w Polsce, Anglii i Niemczech, gdzie przez cztery tygodnie utrzymywał się na pierwszej pozycji, a także plasował się na amerykańskich, australijskich, duńskich, belgijskich oraz skandynawskich listach muzyki dance. Paul był rezydentem w wielu klubach, m.in. w nowojorskim Twilo, w klubie Gatecrasher w Sheffield oraz Turbine w Berlinie. W późniejszym okresie rozpoczął realizację własnej audycji radiowej Vonyc Sessions.
W 2004 roku jego utwór „Nothing But You” zremiksowany przez Cirrus został wykorzystany w ścieżce dźwiękowej do gry Need for Speed: Underground 2.
4 sierpnia 2007 Paul wystąpił w Poznaniu na Stadionie Miejskim na imprezie Stadium of Sound organizowanej przez My Music. 5 czerwca 2010 zagrał na Torze Poznań w Poznaniu na 3 edycji Global Gathering organizowanej przez MSM EVENTS, natomiast 23 lutego 2013 wystąpił w Poznańskiej Hali Arena na imprezie Electik Music Festival organizowanej przez Electik Records.

## Życie prywatne
W 2000 roku Paul poślubił Nataschę Seidel, poznaną w 1994 roku na Love Parade. Pobrali się w Cancún. Swojej partnerce zadedykował utwór „For An Angel” z 1994 roku, który 4 lata później ukazał się w odświeżonej wersji. Mieszka w Berlinie. Zajmuje się również hodowlą zwierząt, m.in. psów rasy Beagle oraz koni. Rozwiedziony w 2015 roku. Od marca 2017 roku w związku małżeńskim z kolumbijskiego pochodzenia Margaritą Morello.

## Dyskografia

### Albumy studyjne
| Rok                            | Tytuł                                                                            | Pozycja na liście | Pozycja na liście | Pozycja na liście | Pozycja na liście | Pozycja na liście | Pozycja na liście | Pozycja na liście | Pozycja na liście |
| Rok                            | Tytuł                                                                            | USA               | POL               | DEU               | CHE               | NLD               | MEX               | FIN               | AUS               |
| ------------------------------ | -------------------------------------------------------------------------------- | ----------------- | ----------------- | ----------------- | ----------------- | ----------------- | ----------------- | ----------------- | ----------------- |
| 1994                           | 45 RPM (Remixes Per Minute) - Data: 5 grudnia 1994 - Wydawca: MFS, Deviant, Mute | —                 | —                 | —                 | —                 | —                 | —                 | —                 | —                 |
| 1996                           | Seven Ways - Data: 25 listopada 1996 - Wydawca: MFS, Deviant, Mute               | —                 | —                 | 81                | —                 | —                 | —                 | —                 | —                 |
| 2000                           | Out There and Back - Data: 5 czerwca 2000 - Wydawca: Vandit, Deviant, Mute       | 192               | —                 | 19                | —                 | —                 | —                 | 34                | 41                |
| 2003                           | Reflections - Data: 11 października 2003 - Wydawca: Vandit                       | —                 | —                 | 8                 | —                 | 60                | —                 | —                 | —                 |
| 2007                           | In Between - Data: 14 sierpnia 2007 - Wydawca: Vandit, Avex Asia                 | —                 | 28                | 20                | 88                | 48                | 15                | —                 | —                 |
| 2012                           | Evolution - Data: 3 kwietnia 2012 - Wydawca: Vandit                              | —                 | 41                | 22                | 49                | 78                | —                 | —                 | —                 |
| 2015                           | The Politics of Dancing 3 - Data: 4 maja 2015 - Wydawca: Ultra, Vandit           | —                 | —                 | 76                | —                 | —                 | —                 | —                 | —                 |
| 2017                           | From Then On - Data: 20 października 2017 - Wydawca: Vandit                      | —                 | —                 | 45                | —                 | —                 | —                 | —                 | —                 |
| „—” pozycja nie była notowana. |                                                                                  |                   |                   |                   |                   |                   |                   |                   |                   |

### Albumy remiksowe
- 1998 Vorsprung Dyk Technik: Remixes 92-98
- 2004 Re-Reflections
- 2008 Hands on in Between
- 2013 (R)Evolution: The Remixes
- 2015 The Politics of Dancing 3 Remixes

### Kompilacje
- 1993 X-Mix-1 (The MFS Trip)
- 1997 Perspective
- 1999 Muzik Magazine (Free Mix CD)
- 2001 The Politics of Dancing
- 2003 Mix Mag (Free Mix CD)
- 2004 Vandit „The Sessions 03”
- 2004 The Remixes 94-04
- 2005 The Politics of Dancing, Volume 2
- 2005 Mix Mag Compilation
- 2005 Dj Mag Compilation
- 2006 Master DJ
- 2007 GMF Berlin
- 2008 Cream Ibiza
- 2009 The Best of Paul van Dyk - Volume
- 2009 VONYC Sessions 2009
- 2010 Gatecrasher Anthems
- 2010 Paul van Dyk Presents: 10 of Years Vandit
- 2010 Vonyc Sessions 2010
- 2011 Energy Mastermix Volume 3
- 2011 Paul van Dyk Summer Mix 2011
- 2011 Vonyc Sessions 2011
- 2012 Vonyc Sessions 2012
- 2013 Vonyc Sessions 2013
- 2014 Paul van Dyk Presents: Vandit Records Miami 2014

### Ścieżki dźwiękowe
- 2002 Zurdo

### Single
- 1992
  - Perfect Day
- 1993
  - How Much Can You Take?
  - Love Stimulation
- 1994
  - Pump This Party / Pumpin
  - The Green Valley E.P.
- 1995
  - Emergency (The Remixes)
  - The Greatness Of Britain
- 1996
  - Beautiful Place
  - Seven Ways
- 1997
  - Forbidden Fruit
  - Words/Moonlightning
- 1998
  - For An Angel
- 1999
  - Another Way
- 2000
  - Tell Me Why (The Riddle) (gościnnie: Saint Etienne)
  - We Are Alive
  - Together We Will Conquer (gościnnie: Natascha van Dyk)
- 2001
  - Columbia EP
- 2002
  - Animacion (promo)
- 2003
  - Nothing But You (gościnnie: Hemstock & Jennings)
  - Time of Our Lives (gościnnie: Vega 4)
- 2004
  - Crush (gościnnie: Second Sun)
  - Wir Sind Wir (gościnnie: Peter Heppner)
- 2005
  - The Other Side (gościnnie: Wayne Jackson)
- 2007
  - White Lies (gościnnie: Jessica Sutta)
  - Let Go (gościnnie: Rea Garvey)
- 2009
  - For An Angel 2009
  - Home (gościnnie: Johnny McDaid)
  - We Are One (gościnnie: Johnny McDaid)
- 2010
  - Remember Love - Dj's United (oraz Armin van Buuren, Paul Oakenfold)
  - We Come Together (gościnnie: Sue McLaren)
- 2012
  - Verano (gościnnie: Austin Leeds)
  - Eternity (gościnnie: Adam Young)
  - The Ocean (oraz Arty)
  - Everywhere (gościnnie: Fieldwork)
  - Such A Felling (gościnnie: Austin Leeds, Popstars)
  - Such A Felling (gościnnie: Austin Leeds, Elijah King)
  - I Don't Deserve You (gościnnie: Plumb)
- 2013
  - We Are One 2013 (gościnnie: Arnej)
  - We Are Tonight (gościnnie: Christian Burns)
- 2014
  - Come With Me (We Are One Anthem 2014) (oraz Ummet Ozcan)
  - Only in a Dream (oraz Jessus & Adham Ashraf; gościnnie: Tricia McTeague)
  - Guardian (oraz Aly & Fila; gościnnie: Sue McLaren)
- 2015
  - Louder (oraz Roger Shah; gościnnie: Daphne Khoo)
  - What We're Livin For (oraz Michael Tsukerman; gościnnie: Patrick Droney)
  - For You (oraz Genix)
  - Lights (gościnnie: Sue McLaren)

## Odznaczenia i nagrody
- 1999 DJ Mag Music Maker
- 1999 Best International DJ
- 1999 Best International Award
- 1999 Mężczyzna roku według „Mixmag”
- 1999 Leader of the Trance Nation
- 2003 Best European DJ (Miami Winter Music Conference 2003)
- 2003 Second best trance track - „Nothing But You”
- 2004 Amerykański ulubiony DJ
- 2004 Best International DJ
- 2004 Best Event
- 2004 Best Music in a Commercial (Motorola)
- 2004 „Mexican Oscar” za muzykę do filmu „Zurdo”
- 2004 „Best Music Maker” według „DJ Magazine”
- 2005 WMC 2005 Najlepszy utwór house progressive/trance
- 2005 WMC 2005 best international dj
- 2005 Amerykański ulubiony DJ
- 2005 Best Dj for Dance/Electronic Album
- 2005 The International Dance Music Award
- 2005 Dj nr. 1 według „Dj Mag”
- 2005 Best Producer Trance Awards
- 2005 Best Global DJ Trance Awards
- 2006 Berliński Order Zasługi[28]
- 2006 Najlepsza wytwórnia - VANDIT
- 2006 Najlepszy Producent (Miami Winter Music Conference 2006)
- 2006 Best Global DJ
- 2006 Dj nr 1 według „DJ Mag”
- 2006 Best Global DJ Trance Awards
- 2006 Najlepszy Producent
- 2006 Best Mix Compilation for The Politics of Dancing 2
- 2006 Cross of Merit from the City of Berlin
- 2006 Best HI NRG / Euro Track for „The Other Side”
- 2006 B.Z. - Kulturpreis 2006
- 2007 Best Ortofon European DJ (Miami Winter Music Conference 2007)
- 2007 Najlepszy DJ
- 2007 Najlepszy producent
- 2007 Najlepsza wytwórnia - Vandit
- 2007 Najlepszy remikser
- 2007 Najlepszy Live Act
- 2007 Best club night „Cream Ibiza”
- 2007 Najlepszy album „In Between”
- 2007 Najlepsze radio Vonyc
- 2008 DJ nr 3 według „DJ Mag”
- 2009 DJ nr 5 według „Dj Mag”
- 2010 DJ nr 6 według „Dj Mag”
- 2011 DJ nr 11 według „Dj Mag”
- 2012 DJ nr 16 według „Dj Mag”
- 2013 DJ nr 32 według „Dj Mag”
- 2014 DJ nr 38 według „Dj Mag”
- 2015 DJ nr 41 według „Dj Mag”